# Langues na-dené
Les langues na-dené forment une famille de langues amérindiennes principalement parlées en Alaska et dans l'ouest du Canada, ainsi que dans le sud-ouest des États-Unis. Elles comprennent les langues athapascanes, ainsi que les langues eyak et tlingit.

## Classification
La famille na-dené comprend :
- la langue tlingit : 700 locuteurs (M. Krauss, 1995)
- le groupe athapascan-eyak
  - la langue eyak : langue éteinte (M. Krauss, 2008)
  - les langues athapascanes ou langues déné
    - septentrionales
    - de la côte pacifique
    - méridionales (ou langues apaches).

Le navajo est la langue de la famille na-dené ayant la plus vaste diffusion : il est parlé en Arizona, au Nouveau-Mexique et dans diverses régions du sud-ouest des États-Unis. Les autres langues athapascanes sont parlées au Canada, en Alaska, ainsi que dans certaines parties de l'Oregon et de la Californie du nord. L'eyak était parlé en Alaska du Sud-Est, mais la dernière locutrice est décédée en 2008.

## Propositions de relations généalogiques
(décembre 2008).
Si vous disposez d'ouvrages ou d'articles de référence ou si vous connaissez des sites web de qualité traitant du thème abordé ici, merci de compléter l'article en donnant les références utiles à sa vérifiabilité et en les liant à la section « Notes et références ».
La langue haïda, avec 15 locuteurs la parlant couramment (Michael Krauss, 1995), a été proposée comme membre de la famille na-dené, mais la plupart des linguistes trouvent les preuves insuffisantes, et continuent à la classifier comme un isolat.
Selon la classification très controversée de Joseph Greenberg, le groupe na-dené-athapascan constitue l'un des trois groupes principaux de langues amérindiennes, chacun d'eux représentant une vague de migration spécifique depuis l'Asie vers les Amériques. Les deux autres groupes sont constitués, pour le premier par les langues eskimo-aléoutes, parlées en Alaska et dans l'Arctique canadien, et pour le deuxième par les langues amérindes. Ce dernier groupe, le plus controversé de la classification de Greenberg, inclut toutes les langues indigènes des Amériques qui ne sont ni eskimo-aléoutes ni na-dené.
Les partisans de la théorie de Greenberg, tels que Merritt Ruhlen, ont émis l'hypothèse que la migration des peuples Na-Dené d'Asie vers le Nouveau monde se serait déroulée il y six à huit mille ans, soit environ quatre mille ans après l'arrivée des populations à l'origine des langues amérindes. Ruhlen suppose que les Na-Dené ont pu arriver par bateau, et accoster initialement près des Îles de la Reine-Charlotte, dans la province canadienne actuelle de Colombie-Britannique.
Selon la théorie linguistique (également controversée) de Sergueï Starostine, la famille na-dené ferait partie de la super-famille dené-caucasienne, avec les langues nord-caucasiennes et les langues sino-tibétaines. Cette idée a été émise à l'origine par Edward Sapir.
Récemment, une relation entre les langues na-dené et les langues ienisseïennes parlées en Sibérie a été proposée, : les langues déné-ienisseïennes.